# Margaret Fleming
Esta filha de Janet Stewart, uma das amantes do rei Jaime IV da Escócia, tinha fama de feiticeira e de ter tirado as dores do parto da Rainha, esposa de Jaime VI da Escócia, e as jogado em Margaret Beaton, filha de John Beaton of Creich, esposa de Arthur Forbes of Rires. 
Esta Lady Rires era irmã de Janet, a terceira esposa de Sir Walter Scot (1504-1552) senhor ou  Laird de Buccleuch. Diz-se que Janet usou de feitçaria para influenciar Maria Stuart, Rainha, em seu desastroso amor por James Hepburn, 4º Conde ou Earl of Bothwell. Naquela época, na Escócia, as feiticeiras diziam ser capazes de causar e evidar a gravidez, de causar ou evitar um bom parto, de jogar as dores do parto sobre animais ou seres humanos (geralmente o marido). 
Decerto Margaret era membro de algum culto dianista que o rei Jaime VI da Escócia considerava uma das maiores ameaças a sua segurança pessoal e à segurança de seu trono.
Depois de casar duas vezes, Margaret Fleming casou com John Stewart, 25º conde ou Earl of Atholl. Atholl era um dos conspiradores que, em 1593, ajudaram-na a colocar seu bisneto, Francis Stewart, dentro do aposento do Rei. Naqueles tempos, Bothwell, Arqui-Dianista da Escócia, era tido pelas bruxas como a encarnação de seu deus, e tinha direitos ao trono escocês (sendo o filho mais velho, legitimizado (pois nascera ilegítimo)  de Jaime V na linha masculina. Teria portanto sua autoridade espiritual encaminhada para fins políticos... Em 1591 muitos dianistas foram acusados de tentar matar o rei por bruxaria, e embora Bothwell tenha fugido da prisão depois de 20 dias, os co-acusados foram queimados.
Bothwell teve enorme sorte pois seu avô, Jaime V, tivera menos mercê para com a nobreza e mandara queimar Janet Douglas, neta e irmã dos conde de Angus, viúva de John Lyon, 6o  Lord Glamis, nora de Archibald Campbell, 2o conde ou Earl of Argyll, ainda bastante jovem e bonita para ser capaz de levantar multidões - por piedade ou ira. Foi queimada com a mesma acusação em Castle Hill em Edimburgo em 17 de julho de 1537.
Quando Bothwell entrou em Holyrood House na madrugada de 24 de julho de 1593, ajudado por Lady Atholl (a nora de Margaret Fleming), o Rei tentou escapar para os aposentos da Rainha mas encontrou a rota cortada pelos amigos de Bothwell. 
Outra conexão entre Margaret Fleming e o diabo se encontra em Agnes, condessa de Erroll, sua sobrinha por casamento, cujo enteado Francis, 9º conde ou Earl of Erroll, casou com a filha de Margaret, Maria.  Agnes (esposa de Alexander Gordon de Strathdon, filho de Jorge, 5º conde ou Earl of Huntly) foi julgada em 29 de maio de 1596 acusada de intercomunicar-se com Francis, Conde de Bothwell.